# Copa del Generalísimo 1943
Cúp Tổng thống 1943 (tiếng Tây Ban Nha: 1943 Copa del Generalísimo) là lần tổ chức thứ 41 của Cúp Nhà vua Tây Ban Nha. Nó được tổ chức bởi Liên đoàn bóng đá Hoàng gia Tây Ban Nha. Có tổng cộng 32 đội bóng tham gia thi đấu. Giải đấu bắt đầu từ ngày 25 tháng 4 năm 1943 và kết thúc vào ngày 20 tháng 6 năm 1943 với trận chung kết, nơi Athletic Bilbao đánh bại Real Madrid với tỉ số 1–0 để giành chức vô địch thứ 14 của họ.

## Vòng thứ nhất
| Đội 1           | TTS  | Đội 2            | Lượt đi | Lượt về |
| --------------- | ---- | ---------------- | ------- | ------- |
| Ferrol          | 2–2  | Deportivo Coruña | 1–0     | 1–2     |
| Real Valladolid | 1–4  | RC Celta         | 1–2     | 0–2     |
| Real Gijón      | 4–6  | Real Oviedo      | 1–2     | 3–4     |
| Baracaldo       | 1–2  | Athletic Bilbao  | 1-0     | 0-2     |
| Real Sociedad   | 11–2 | Arenas Guecho    | 8–0     | 3–2     |
| CD Alavés       | 3–4  | Real Zaragoza    | 2–3     | 1–1     |
| Español         | 4–2  | CA Osasuna       | 3–2     | 1–0     |
| Constancia      | 3–3  | Sabadell         | 2–1     | 1–2     |
| Levante UD      | 3–11 | Barcelona        | 2–3     | 1–8     |
| Hércules CF     | 3–10 | CD Castellón     | 0–2     | 3–8     |
| Alcoyano        | 2–3  | Valencia CF      | 2-1     | 0–2     |
| Real Madrid CF  | 6–1  | UD Salamanca     | 5–1     | 1–0     |
| CD Málaga       | 3–8  | Atlético Madrid  | 0–0     | 3–8     |
| Real Betis      | 4–3  | Atlético Tetuán  | 1–3     | 3–0     |
| Xerez CF        | 7–4  | Sevilla CF       | 6–2     | 1–2     |
| SD Ceuta        | 5–3  | Granada CF       | 5–0     | 0–3     |

- Lượt quyết định

| Đội 1         | Tỉ số | Đội 2            |
| ------------- | ----- | ---------------- |
| Ferrol        | 0–1   | Deportivo Coruña |
| CD Constancia | 1–0   | CD Sabadell      |

## Vòng 16 đội
| Đội 1                     | TTS | Đội 2            | Lượt đi | Lượt về |
| ------------------------- | --- | ---------------- | ------- | ------- |
| Club Atlético de Aviación | 4–2 | Real Sociedad    | 4–2     | 0–0     |
| Real Betis                | 1–5 | SD Ceuta         | 1–1     | 0–4     |
| Español                   | 4–4 | Real Madrid      | 1–1     | 3–3     |
| RC Celta de Vigo          | 2–9 | Barcelona        | 1–5     | 1–4     |
| Athletic Bilbao           | 8–2 | CD Castellón     | 7–0     | 1–2     |
| Zaragoza FC               | 3–4 | Valencia CF      | 2–4     | 1–0     |
| Real Oviedo CF            | 2–3 | Deportivo Coruña | 1–2     | 1–1     |
| CD Constancia             | 3–5 | Xerez CF         | 2–1     | 1–4     |

- Lượt quyết định

| Đội 1          | Tỉ số | Đội 2   |
| -------------- | ----- | ------- |
| Real Madrid CF | 2–0   | Español |

## Tứ kết
| Đội 1                     | TTS | Đội 2              | Lượt đi | Lượt về |
| ------------------------- | --- | ------------------ | ------- | ------- |
| Club Atlético de Aviación | 2–7 | Atlético de Bilbao | 1–3     | 1–4     |
| Barcelona                 | 9–4 | SD Ceuta           | 5–2     | 4–2     |
| Xerez CF                  | 4–6 | Real Madrid        | 1–1     | 3–5     |
| Valencia CF               | 5–2 | Deportivo Coruña   | 2–2     | 3–0     |

## Bán kết
| Đội 1              | TTS  | Đội 2       | Lượt đi | Lượt về |
| ------------------ | ---- | ----------- | ------- | ------- |
| CF Barcelona       | 4–11 | Real Madrid | 3–0     | 1–11    |
| Atlético de Bilbao | 3–2  | Valencia CF | 1–0     | 2–2     |

Barcelona đối đầu Real Madrid tại vòng bán kết Cúp Nhà vua Tây Ban Nha 1943. Lượt đi diễn ra tại sân nhà của Barcelona là Les Corts tại Catalunya, kết thúc với việc Barcelona giành chiến thắng 3–0. Vào ngày 13 tháng 6 năm 1943, Real Madrid đánh bại Barcelona 11–1 trong trận lượt về, tiến vào trận chung kết với chiến thắng 11–4 sau hai lượt trận.

## Chung kết
| Đội 1              | Tỉ số        | Đội 2       |
| ------------------ | ------------ | ----------- |
| Atlético de Bilbao | 1–0 (s.h.p.) | Real Madrid |

| Nhà vô địch Copa del Generalísimo |
| --------------------------------- |
| Atlético de Bilbao Lần thứ 14     |